# Argythamnia candicans
Argythamnia candicans är en törelväxtart som beskrevs av Olof Swartz. Argythamnia candicans ingår i släktet Argythamnia och familjen törelväxter. Inga underarter finns listade i Catalogue of Life.